# Karel z Viany
Karel, kníže z Viany (baskicky: Karlos IV.a; 29. května 1421, Peñafiel – 23. září 1461, Barcelona), někdy zvaný Karel IV. Navarrský, byl nejstarší syn krále Jana II. Aragonského a královny Blanky I. Navarrské. Zemřel před svým otcem.

## Pozadí
Jeho matka byla dcerou a dědičkou krále Karla III. Navarrského. Jak jeho děd Karel, tak jeho matka, která vládla Navarře v letech 1425 až 1441, odkázali toto království Karlovi, jehož právo uznali i Cortesy. Když ale Blanka v roce 1441 zemřela, její manžel Jan se zmocnil království na úkor svého syna.

## Manželství
Kníže z Viany se oženil v Olite v Navaře 30. září 1439 s Anežkou Klevskou (1422–1446), dcerou vévody Adolfa I. Klevského a Marie Burgundské, sestry burgundského vévody Filipa III. Dobrého. Anežka zemřela bezdětná 6. dubna 1448, osm let po svatbě s Karlem, ve věku pouhých šestadvaceti let. Po její smrti měl kníže milenku Briandu de Vaca a měl s ní nemanželského syna, narozeného kolem roku 1449. Přál si se znovu oženit a zvažoval sňatek s Isabelou Skotskou (1426–1494), vdovou po vévodovi Františku I. Bretaňském, který zemřel 18. července 1450, ale proti tomu se postavil Karel VII. Francouzský. Nakonec tak byl dohodnut sňatek s infantkou Kateřinou Portugalskou (1436–1463), dcerou krále Eduarda I., ale sňatek byl odložen a neuskutečnil se, když Karel v roce 1461 zemřel. Karel měl tři nemanželské děti od tří různých milenek:
1. Anna, hraběnka z Medinaceli
2. Filip, arcibiskup palermský
3. Jan, biskup z Huescy

## Život
Dostal vynikající vzdělání. V erbu měl dva psi hádající se o kost, jež měla představovat Navarru. Psi symbolizovali francouzského a kastilského krále.
Roku 1427 jej kortesy v Pamploně společně se sestrami uznaly následníkem navarrského trůnu. Matka zesnula roku 1441 a otec mu odmítl postoupit vládu nad Navarrou. Napjaté vztahy se zhoršily poté, co se král Jan znovu oženil. Roku 1451 vypukla občanská válka a o rok později padl Karel v bitvě u Aybaru do zajetí. Setrval v něm 20 měsíců a během té doby se králi narodil druhý syn. Karel přislíbil, že vyčká na královský titul až po otcově smrti, byl propuštěn a vydal se hledat podporu do Francie a Neapolského království na dvůr strýce Alfonse Aragonského. Po strýcově smrti byl zatčen a odvezen na Mallorku, roku 1459 se vrátil do vlasti, odmítl otcův návrh převzít Neapolské království a začal plánovat nový sňatek, jež by mu zabezpečil spojenectví s Kastílií. Otec jej nechal uvěznit a poté následovala revolta Katalánska a Navarry. Král byl obviněn z překročení barcelonského práva, poté ustoupil, syna 25. února 1461 propustil a následně jej uznal svým dědicem a guvernérem Katalánska.
Karel zemřel zřejmě na tuberkulózu bez legitimních potomků v září 1461 během pobytu v Barceloně. Macecha byla lidem obviněna z jeho skonu, který se stal záminkou k občanské válce v Katalánsku. Roku 2001 bylo o jeho osudu natočeno televizní drama Carles, príncep de Viana.

## Vývod z předků
|               |                         |  |                      |                           |  |  |  |  |  |  |  | Jindřich II. Kastilský |
|               |                         |  |                      |                           |  |  |  |  |  |  |  |                        |
|               | Jan I. Kastilský        |  |                      |                           |  |  |  |  |  |  |  |                        |
|               |                         |  |                      |                           |  |  |  |  |  |  |  |                        |
|               |                         |  |                      | Juana Manuel              |  |  |  |  |  |  |  |                        |
|               |                         |  |                      |                           |  |  |  |  |  |  |  |                        |
|               | Ferdinand I. Aragonský  |  |                      |                           |  |  |  |  |  |  |  |                        |
|               |                         |  |                      |                           |  |  |  |  |  |  |  |                        |
|               |                         |  |                      | Petr IV. Aragonský        |  |  |  |  |  |  |  |                        |
|               |                         |  |                      |                           |  |  |  |  |  |  |  |                        |
|               | Eleonora Aragonská      |  |                      |                           |  |  |  |  |  |  |  |                        |
|               |                         |  |                      |                           |  |  |  |  |  |  |  |                        |
|               |                         |  |                      | Eleonora Sicilská         |  |  |  |  |  |  |  |                        |
|               |                         |  |                      |                           |  |  |  |  |  |  |  |                        |
|               | Jan II. Aragonský       |  |                      |                           |  |  |  |  |  |  |  |                        |
|               |                         |  |                      |                           |  |  |  |  |  |  |  |                        |
|               |                         |  |                      | Alfons XI. Kastilský      |  |  |  |  |  |  |  |                        |
|               |                         |  |                      |                           |  |  |  |  |  |  |  |                        |
|               | Sancho Kastilský        |  |                      |                           |  |  |  |  |  |  |  |                        |
|               |                         |  |                      |                           |  |  |  |  |  |  |  |                        |
|               |                         |  |                      | Eleonora z Guzmánu        |  |  |  |  |  |  |  |                        |
|               |                         |  |                      |                           |  |  |  |  |  |  |  |                        |
|               | Eleonora z Alburquerque |  |                      |                           |  |  |  |  |  |  |  |                        |
|               |                         |  |                      |                           |  |  |  |  |  |  |  |                        |
|               |                         |  |                      | Petr I. Portugalský       |  |  |  |  |  |  |  |                        |
|               |                         |  |                      |                           |  |  |  |  |  |  |  |                        |
|               | Beatrix z Alburquerque  |  |                      |                           |  |  |  |  |  |  |  |                        |
|               |                         |  |                      |                           |  |  |  |  |  |  |  |                        |
|               |                         |  |                      | Inés de Castro            |  |  |  |  |  |  |  |                        |
|               |                         |  |                      |                           |  |  |  |  |  |  |  |                        |
| Karel z Viany |                         |  |                      |                           |  |  |  |  |  |  |  |                        |
|               |                         |  |                      |                           |  |  |  |  |  |  |  |                        |
|               |                         |  | Filip III. Navarrský |                           |  |  |  |  |  |  |  |                        |
|               |                         |  |                      |                           |  |  |  |  |  |  |  |                        |
|               | Karel II. Navarrský     |  |                      |                           |  |  |  |  |  |  |  |                        |
|               |                         |  |                      |                           |  |  |  |  |  |  |  |                        |
|               |                         |  |                      | Jana II. Navarrská        |  |  |  |  |  |  |  |                        |
|               |                         |  |                      |                           |  |  |  |  |  |  |  |                        |
|               | Karel III. Navarrský    |  |                      |                           |  |  |  |  |  |  |  |                        |
|               |                         |  |                      |                           |  |  |  |  |  |  |  |                        |
|               |                         |  |                      | Jan II. Francouzský       |  |  |  |  |  |  |  |                        |
|               |                         |  |                      |                           |  |  |  |  |  |  |  |                        |
|               | Johana Francouzská      |  |                      |                           |  |  |  |  |  |  |  |                        |
|               |                         |  |                      |                           |  |  |  |  |  |  |  |                        |
|               |                         |  |                      | Jitka Lucemburská         |  |  |  |  |  |  |  |                        |
|               |                         |  |                      |                           |  |  |  |  |  |  |  |                        |
|               | Blanka Navarrská        |  |                      |                           |  |  |  |  |  |  |  |                        |
|               |                         |  |                      |                           |  |  |  |  |  |  |  |                        |
|               |                         |  |                      | Alfons XI. Kastilský      |  |  |  |  |  |  |  |                        |
|               |                         |  |                      |                           |  |  |  |  |  |  |  |                        |
|               | Jindřich II. Kastilský  |  |                      |                           |  |  |  |  |  |  |  |                        |
|               |                         |  |                      |                           |  |  |  |  |  |  |  |                        |
|               |                         |  |                      | Eleonora z Guzmánu        |  |  |  |  |  |  |  |                        |
|               |                         |  |                      |                           |  |  |  |  |  |  |  |                        |
|               | Eleonora Kastilská      |  |                      |                           |  |  |  |  |  |  |  |                        |
|               |                         |  |                      |                           |  |  |  |  |  |  |  |                        |
|               |                         |  |                      | Juan Manuel               |  |  |  |  |  |  |  |                        |
|               |                         |  |                      |                           |  |  |  |  |  |  |  |                        |
|               | Juana Manuel            |  |                      |                           |  |  |  |  |  |  |  |                        |
|               |                         |  |                      |                           |  |  |  |  |  |  |  |                        |
|               |                         |  |                      | Blanca de La Cerda y Lara |  |  |  |  |  |  |  |                        |
|               |                         |  |                      |                           |  |  |  |  |  |  |  |                        |